# Colja Löffler
Colja Löffler, né le  8 mai 1989 à  Lübeck, est un ancien handballeur allemand évoluant au poste de Pivot.
C'est dans sa ville natale que Colja Löffler découvre le handball en intégrant le club local, le SC Buntekuh Lübeck en 1993, à l'âge de quatre ans. En 1995, il déménage avec sa famille à Berlin. Il change alors de club, rejoignant le SG ASC/VfV Spandau (de). Le handball n'est alors pas son seul sport de Colja, car il pratique également le canoë-kayak.
À compter de 2008, Colja Löffler joue pour les Füchse Berlin. Il débute avec la réserve du club, puis intègre très rapidement l'équipe professionnelle avec laquelle il remporta la Coupe d'Allemagne en 2014. Néanmoins, dès problèmes aux deux genoux apparus en 2014 le contraignent à mettre prématurément fin à sa carrière, à seulement 25 ans.

## Palmarès

### En club
Compétitions nationales
- Coupe d'Allemagne (1): 2014